# Gaillardia henricksonii
Gaillardia henricksonii là một loài thực vật có hoa trong họ Cúc. Loài này được B. L.Turner mô tả khoa học đầu tiên năm 1976.